# Menticirrhus
Menticirrhus is een geslacht van straalvinnige vissen uit de familie van ombervissen (Sciaenidae). Het geslacht is voor het eerst wetenschappelijk beschreven in 1861 door Gill.

## Soorten
De volgende soorten zijn bij het geslacht ingedeeld:
- Menticirrhus americanus (Linnaeus, 1758) – Koningsombervis
- Menticirrhus elongatus (Günther, 1864)
- Menticirrhus littoralis (Holbrook, 1847)
- Menticirrhus nasus (Günther, 1868)
- Menticirrhus ophicephalus (Jenyns, 1840)
- Menticirrhus paitensis (Hildebrand, 1946)
- Menticirrhus panamensis (Steindachner, 1877)
- Menticirrhus saxatilis (Bloch & Schneider, 1801)
- Menticirrhus undulatus (Girard, 1854)